# Elżbieta Jaworowicz

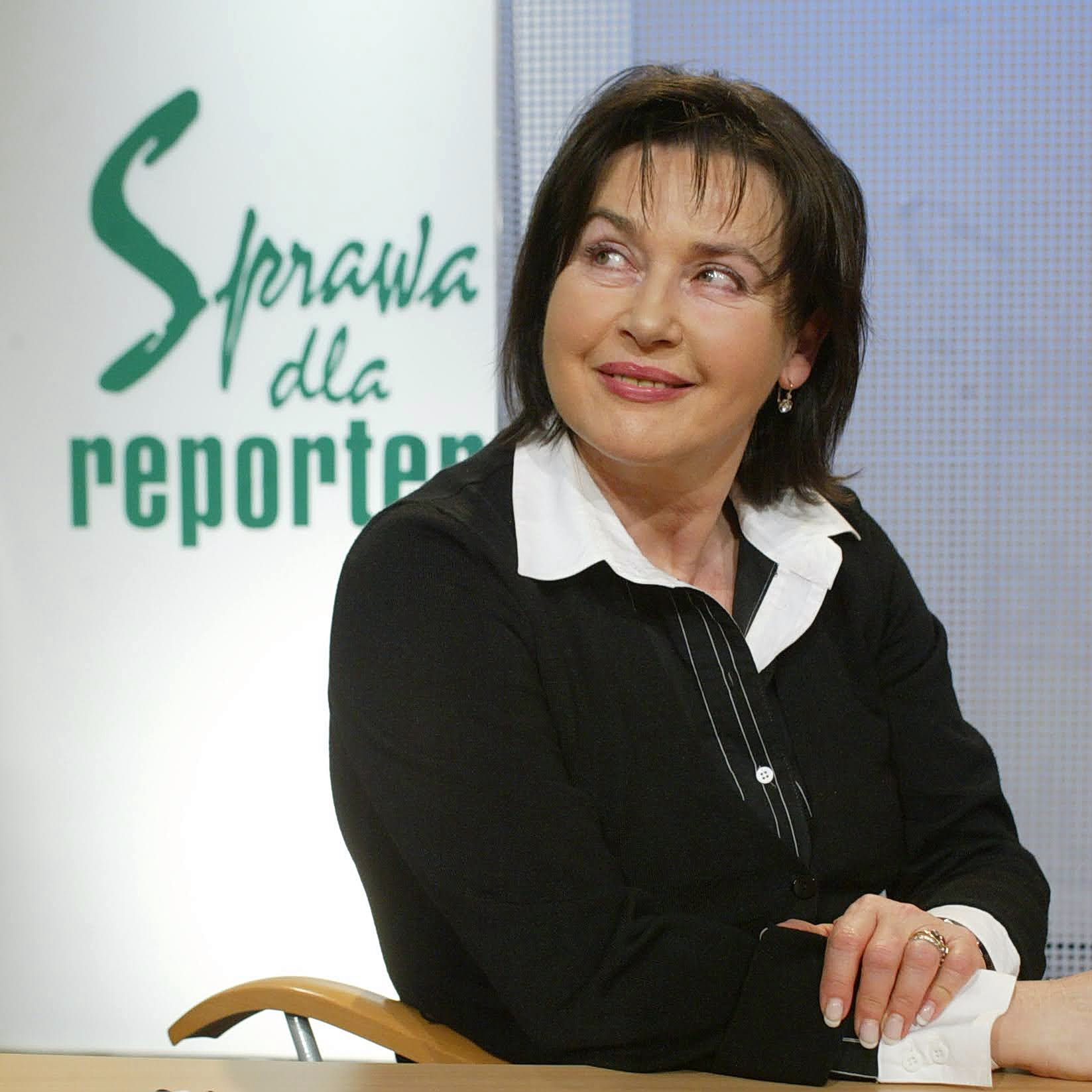
Elżbieta Jaworowicz podczas dnia otwartego w TVP w 2003 roku

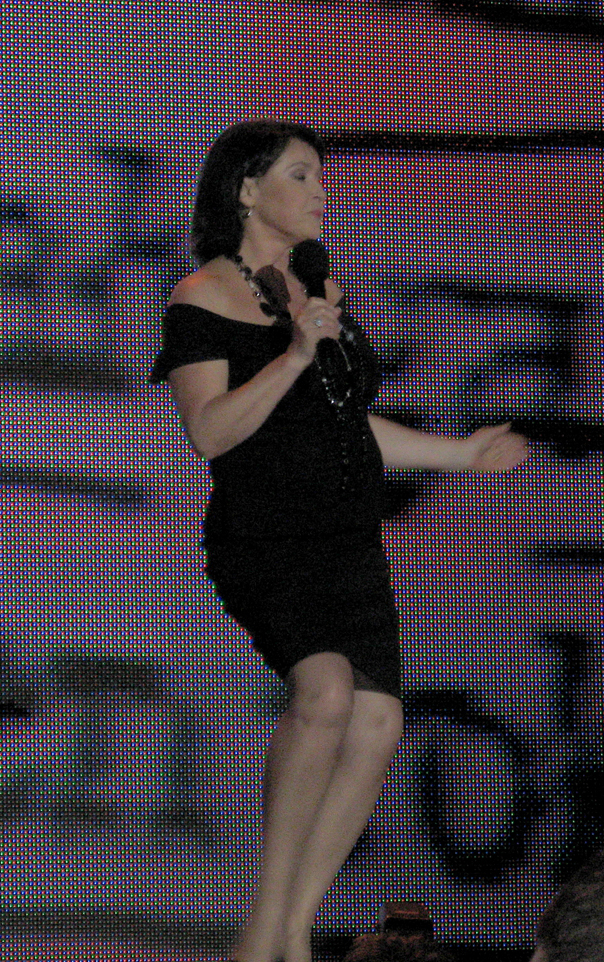
Elżbieta Jaworowicz, 2007

Elżbieta Jaworowicz, z domu Latawiec (ur. 31 marca 1946 w Nisku) – polska dziennikarka, autorka programu interwencyjnego Sprawa dla reportera emitowanego na antenie Programu 1. Telewizji Polskiej.

## Życiorys
Córka Bronisława. Wychowywała się w Stalowej Woli. Absolwentka Wydziału Filologicznego (filologia hebrajska) Uniwersytetu Warszawskiego. W 1976 ukończyła zaoczne Wyższe Studium Zawodowe Realizacji Telewizyjnych Programów Dziennikarskich w Państwowej Wyższej Szkole Filmowej, Telewizyjnej i Teatralnej im. Leona Schillera w Łodzi.
Do telewizji trafiła, będąc jeszcze na studiach, poprzez konkurs zorganizowany przez Telewizyjny Ekran Młodych. Przez jakiś czas była prowadzącą na antenie TVP kącik mody. Od lat 80. prowadzi Sprawę dla reportera w TVP1.
W 1995, jako jedna z pierwszych, została uhonorowana dyplomem „Benemerenti”, a w 2001 biskup polowy WP gen. dyw. Sławoj Leszek Głódź odznaczył ją Medalem „Milito Pro Christo”.
Była trzykrotnie zamężna. Drugim mężem był kierowca rajdowy Lech Jaworowicz. Jej obecnym mężem jest pułkownik Eugeniusz Mleczak, były rzecznik MON.

## Odznaczenia
2 listopada 1999 została odznaczona Srebrnym Krzyżem Zasługi.

## Filmografia
- 1985: Obywatel Tur – reżyseria
- 1983: Na bocznicy – reżyseria

## Nagrody
- 2022: Telekamera w kategorii Dziennikarz publicystyczny 25-lecia[6]
- 2021: Nagroda Mediów Publicznych[7]
- 2009: Superwiktor za całokształt osiągnięć
- 2007: Anty-Nagroda 2007 dziennikarzy małopolskich za brak rzetelności dziennikarskiej przy realizacji materiału dotyczącego hotelu przy ul. Szerokiej w Krakowie
- 2004: Nagroda Bene Merenti oraz Ostrego Pióra – Nagrody Specjalnej Business Centre Club
- 2001: Telekamera w kategorii Publicystka za program Sprawa dla reportera
- 2000: Telekamera w kategorii Publicystka za program Sprawa dla reportera
- 1999: Telekamera w kategorii Publicystka za program Sprawa dla reportera
- 1992: Laureatka Wiktora
- 1985: Brązowy Lajkonik dla Obywatel Tur w kategorii film dokumentalny na Krakowskim Festiwalu Filmowym
- 1984: Syrena Warszawska Nagroda Klubu Krytyki Filmowej SD PRL za film Na bocznicy
- 1984: Nagroda Specjalna Festiwalu Filmów Społeczno-Politycznych w Łodzi za film Na bocznicy
- 1984: Brązowy Lajkonik dla Na bocznicy w kategorii film telewizyjny na Krakowskim Festiwalu Filmowym
- Nagroda im. Ksawerego i Mieczysława Prószyńskich dla najlepszej dziennikarki

## Kontrowersje

### Zarzuty o nierzetelność
W 2008 krakowscy dziennikarze przyznali jej reporterską Antynagrodę Dziennikarzy, za rażąco nieobiektywny program o kamienicy przy ul. Szerokiej 12 w Krakowie. Rada Etyki Mediów dwie skargi na Jaworowicz uznała za zasadne. W obu przypadkach sposób realizacji programu uznała za nieobiektywny, niezgodny z podstawowymi standardami dziennikarskimi i etyką zawodową. W 2010 zarejestrowano Stowarzyszenie Stop Nierzetelni. Zrzesza ono osoby, które czują się poszkodowane przez program Elżbiety Jaworowicz Sprawa dla reportera.

### Kłopoty z prawem
W lipcu 2017 w mokotowskim sądzie dziennikarka zaatakowała fizycznie byłego posła Leszka Bubla, kopiąc go i nazywając „zerem”. W styczniu 2020 roku zapadł prawomocny wyrok w tej sprawie i Jaworowicz została zobowiązana do wpłaty 18 tys. zł grzywny, musiała zwrócić poszkodowanemu koszty procesu oraz zapłacić 2 tys. zł nawiązki na rzecz Funduszu Pomocy Pokrzywdzonym. Bubel zarzucił wcześniej Elżbiecie Jaworowicz przeinaczanie faktów w swoim programie „Sprawa dla reportera” oraz niewłaściwe przedstawianie bohaterów.